# Las Pozas
Las Pozas (Les Bassins, en espagnol) est un lieu-dit et jardin de sculptures tropical surréaliste de 32 hectares, créé entre 1962 et 1984 par le mécène surréaliste britannique Edward James (1907-1984) près de la municipalité de Xilitla, dans la Sierra Madre occidentale, au Mexique (version terrestre du jardin d'Éden romantique tropical équatorial surréaliste de la genèse biblique de ses rêves).

## Géographie

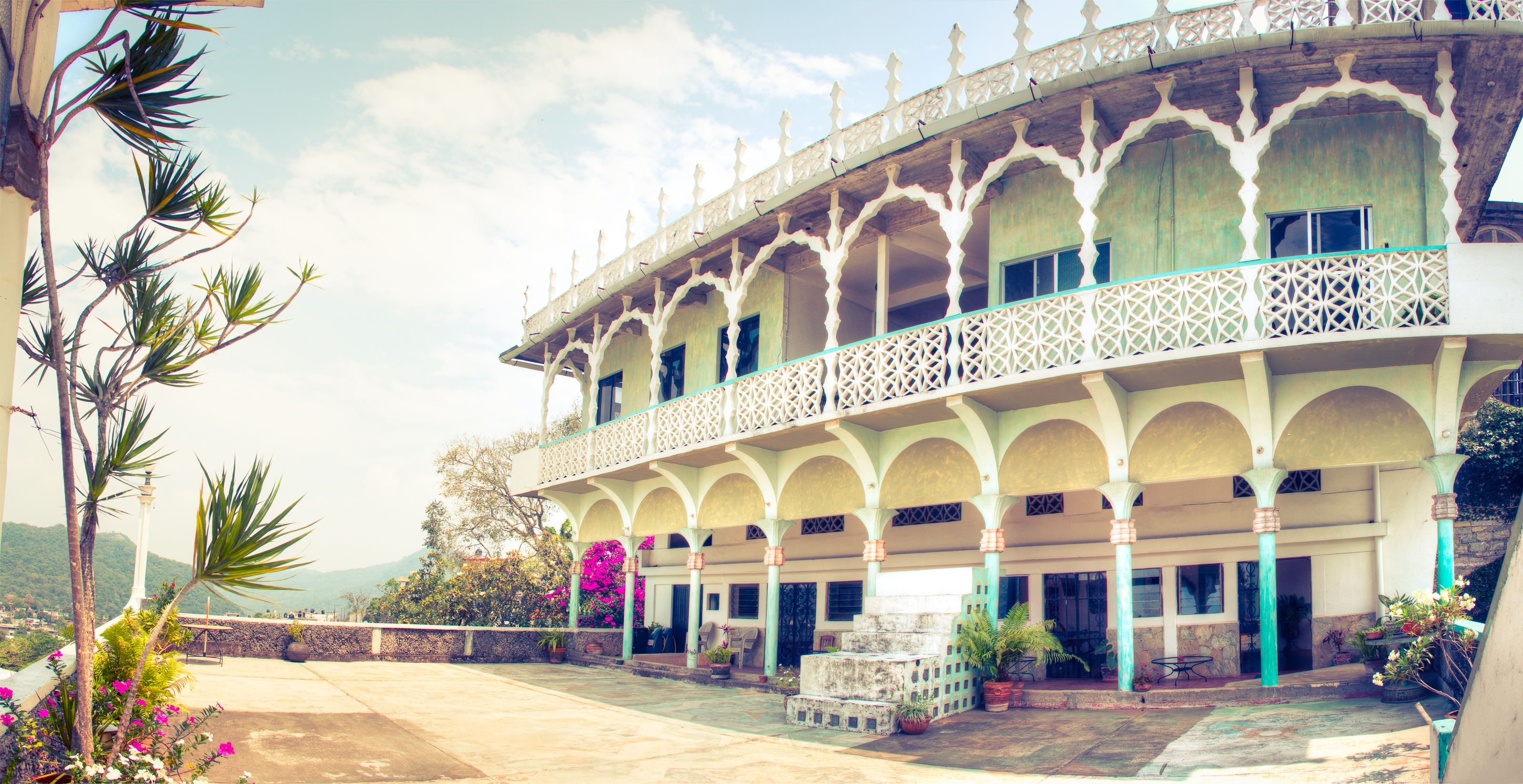
Résidence mexicaine pseudo-gothique La Posada El Castillo d'Edward James, à Xilitla

Las Pozas se situe dans l'État mexicain de San Luis Potosí, à un kilomètre au nord de la commune de Xilitla, à environ deux cents kilomètres au nord de Mexico. Le lieu s'élève environ à 583 m au-dessus du niveau de la mer, dans la forêt tropicale luxuriante des montagnes mexicaines Sierra Madre occidentale, habitée par de nombreux animaux exotiques. Il s'étend sur plus de 32 ha et comprend un réseau de cascades naturelles et d'étangs (qui donnent leur nom au site : « Les Bassins » ou « Les Piscines »). Environ trente-six monuments et sculptures sont réparties sur le site luxuriant et spectaculaire, avec des folies, des fabriques, d'immenses sculptures surréalistes en béton, s'élevant parfois sur quatre étages. Les nombreux sentiers du jardin sont constitués de marches, rampes, ponts et passerelles étroites et sinueuses qui traversent la vallée.

Quelques vues
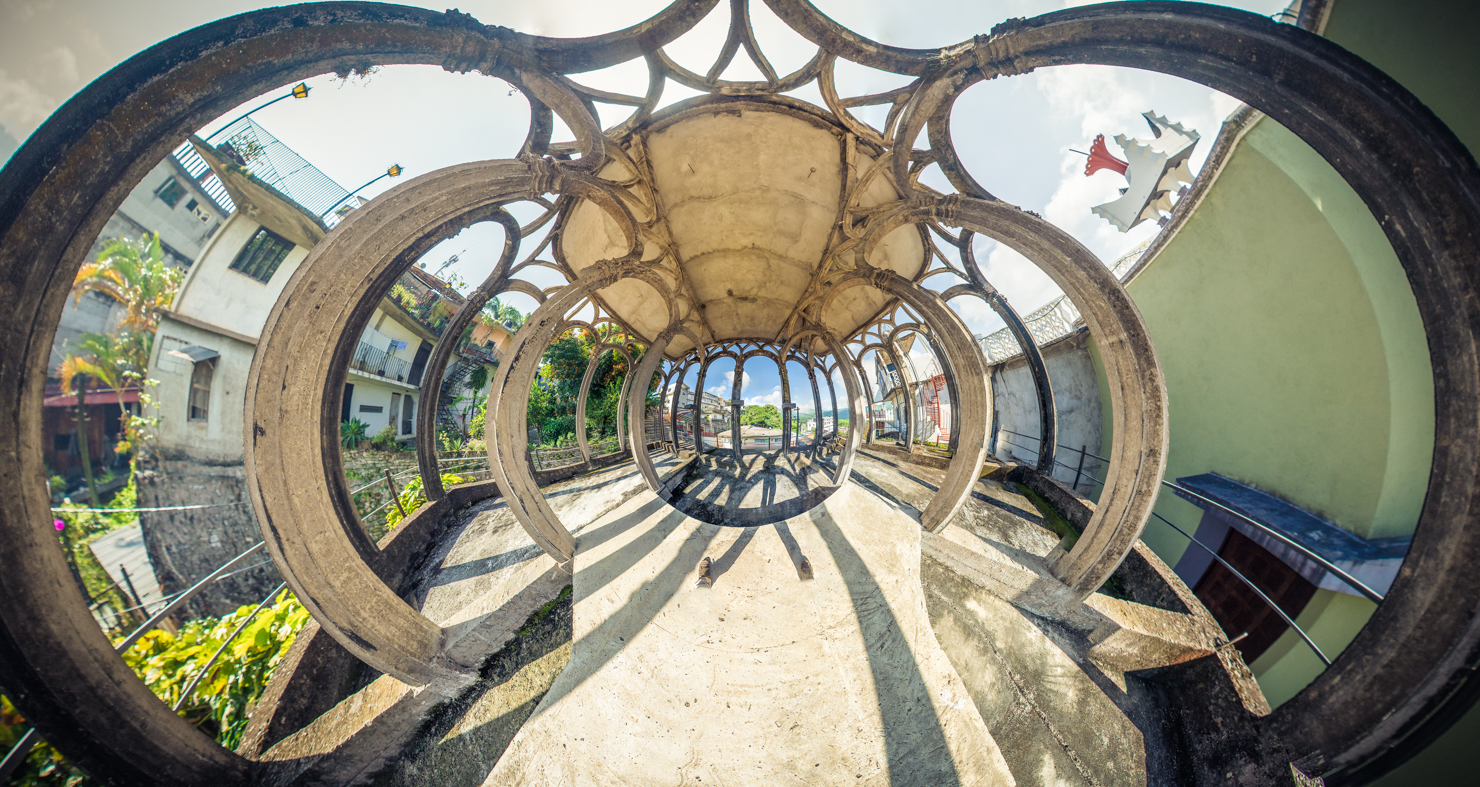
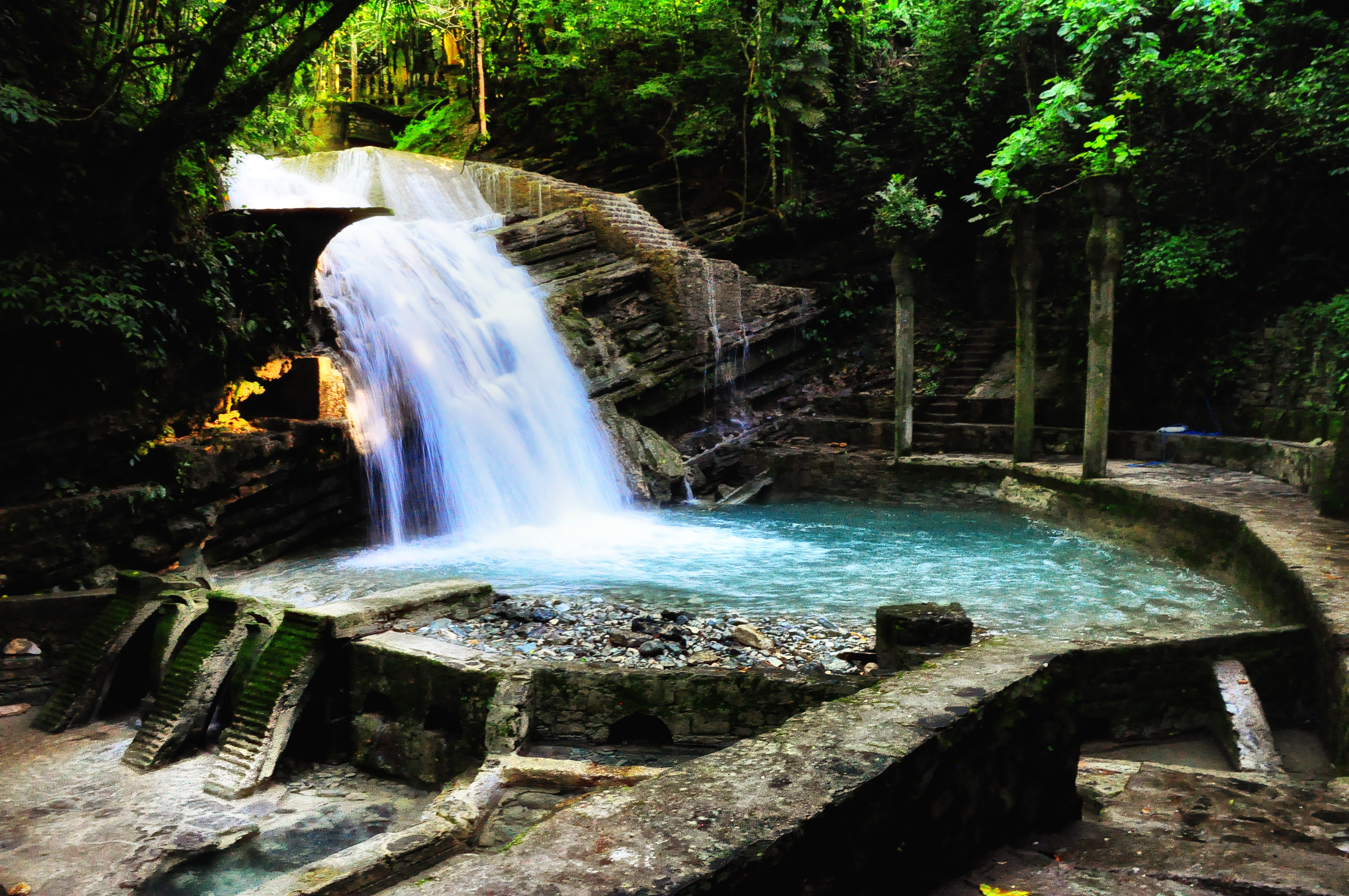
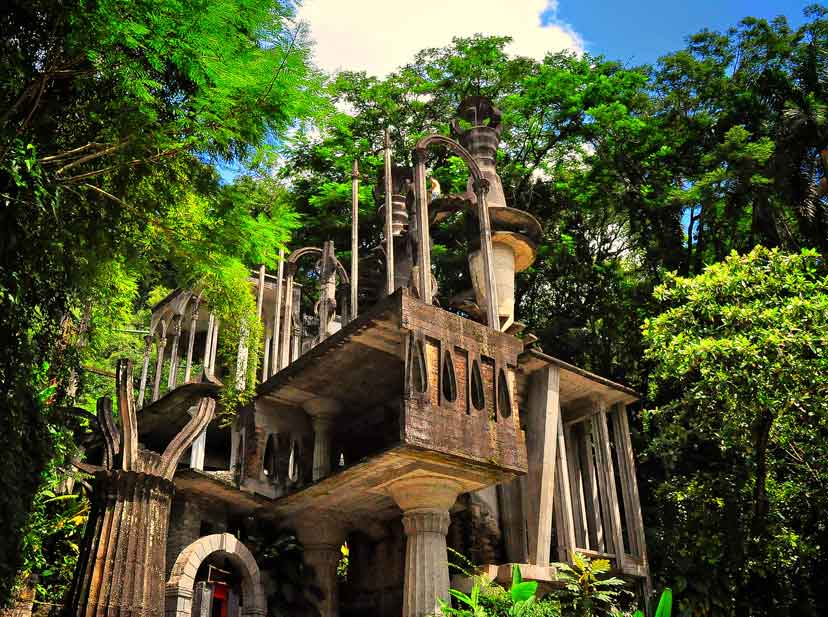

## Historique
Le richissime mécène surréaliste britannique Edward James (1907-1984, petit-fils présumé du roi Édouard VII du Royaume-Uni) visite les États-Unis et s'installe à Taos au Nouveau-Mexique, puis à Los Angeles en Californie au début de la Seconde Guerre mondiale des années 1940, ou il désire créer un Jardin d'Éden romantique surréaliste de ses rêves. À la suite des conseils de 1941 de sa cousine et amie proche d'Hollywood, la peintre d'art fantastique réaliste magique surréaliste Bridget Bate Tichenor (en), qui l'encourage à orienter ses recherches vers le Mexique voisin, où il pourrait exprimer son intérêt pour l'art surréaliste et pour l’ésotérisme, Edward James part explorer le Mexique. Il engage le guide indien yaqui Plutarco Gastélum Esquer à Cuernavaca, avec qui il découvre un lieu propice pour l'instauration de son jardin d'Éden, à Xilitla, en novembre 1945. Edward James estime alors que le Mexique est plus romantique et « a bien plus de place qu'il n'y en a dans le sud surpeuplé de la Californie ». Il fait construire sa résidence mexicaine La Posada El Castillo à Xilitla par son guide et ami Plutarco Gastélum, un château de ciment pseudo-gothique, où ce dernier s’installe et réside avec son épouse et ses quatre enfants. Pour eux, James devient « Oncle Edward », et il demeure fréquemment avec eux lors de ses séjours locaux (devenu depuis hôtel de luxe La Posada El Castillo),.

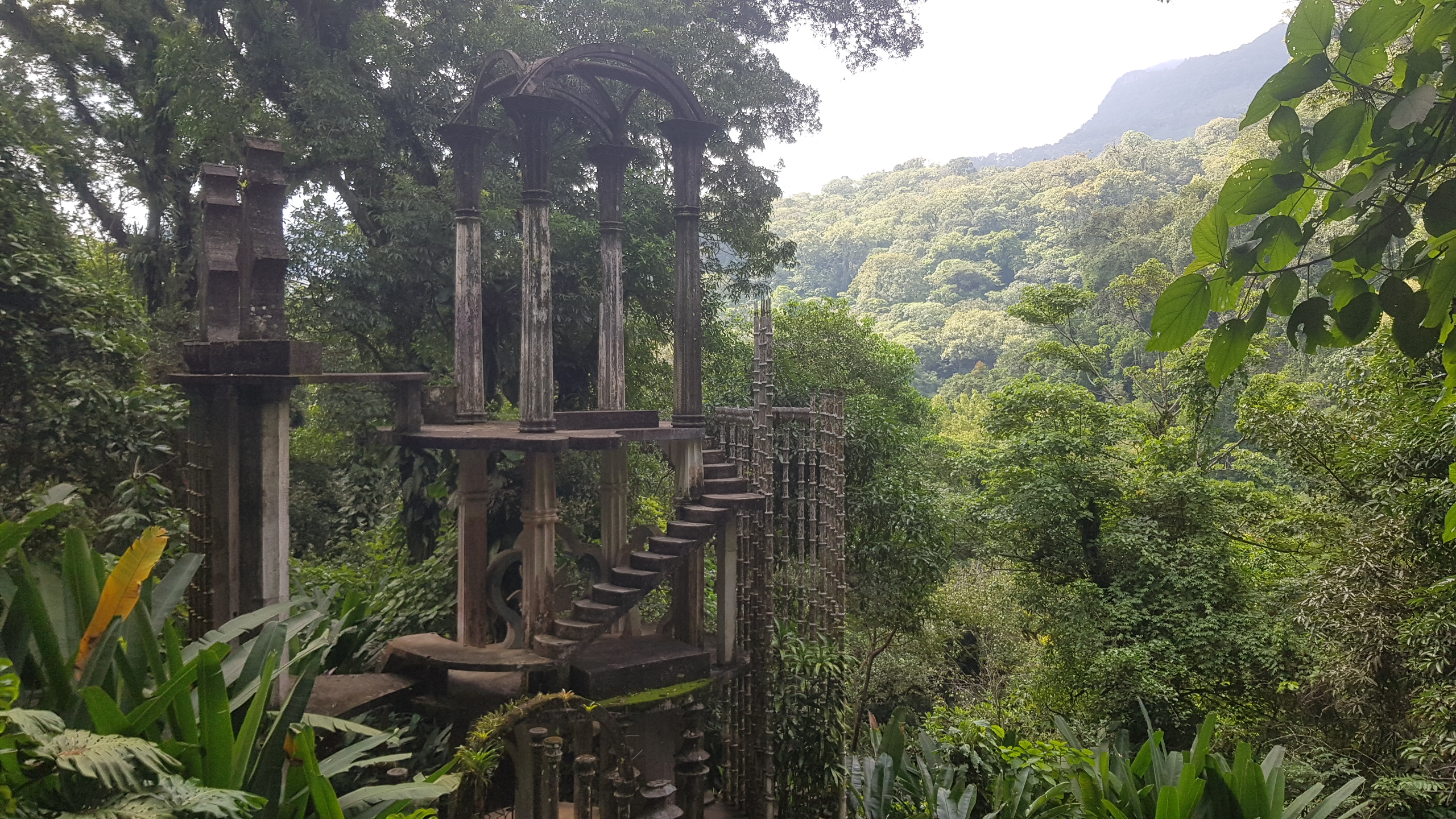
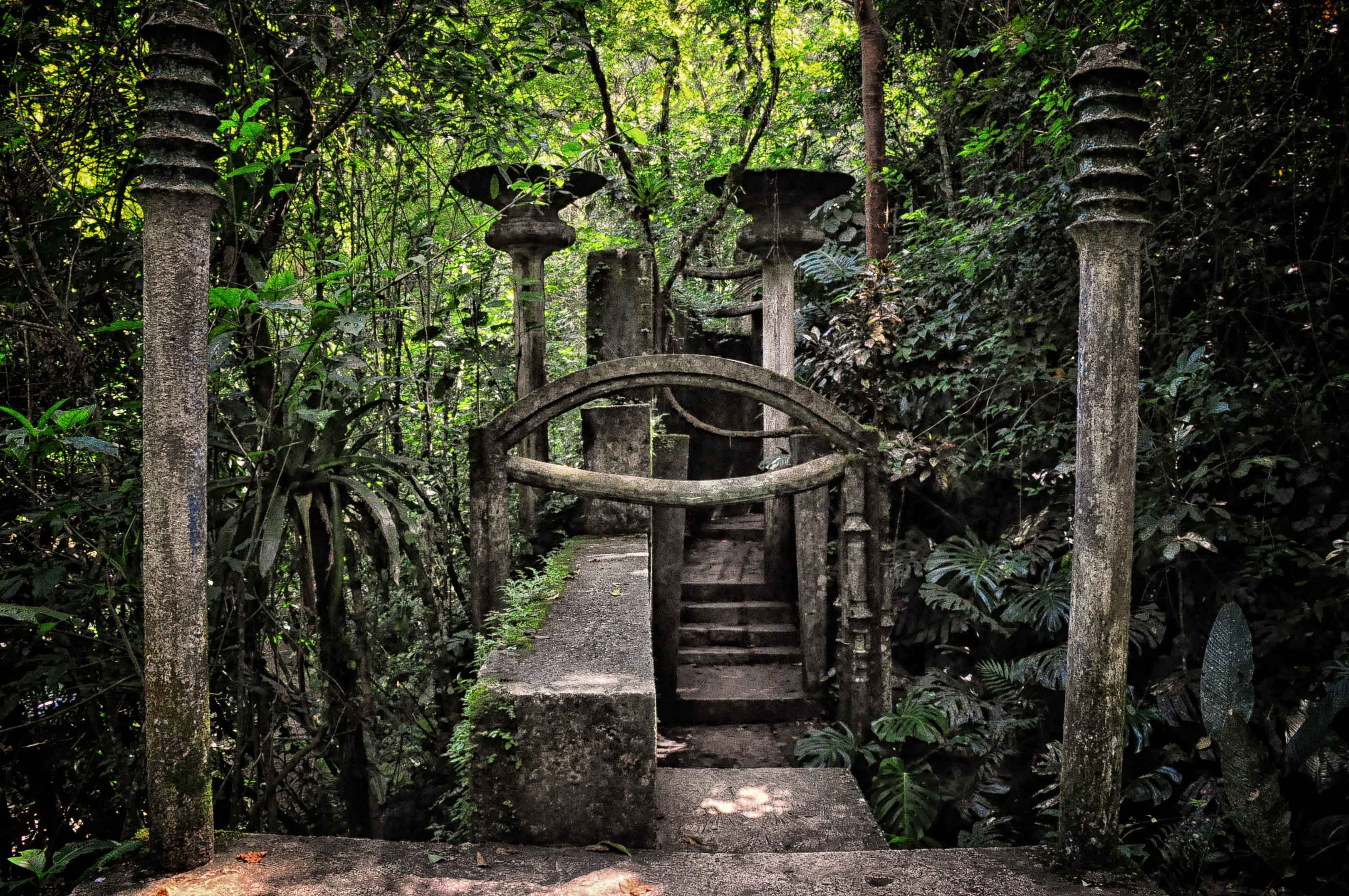
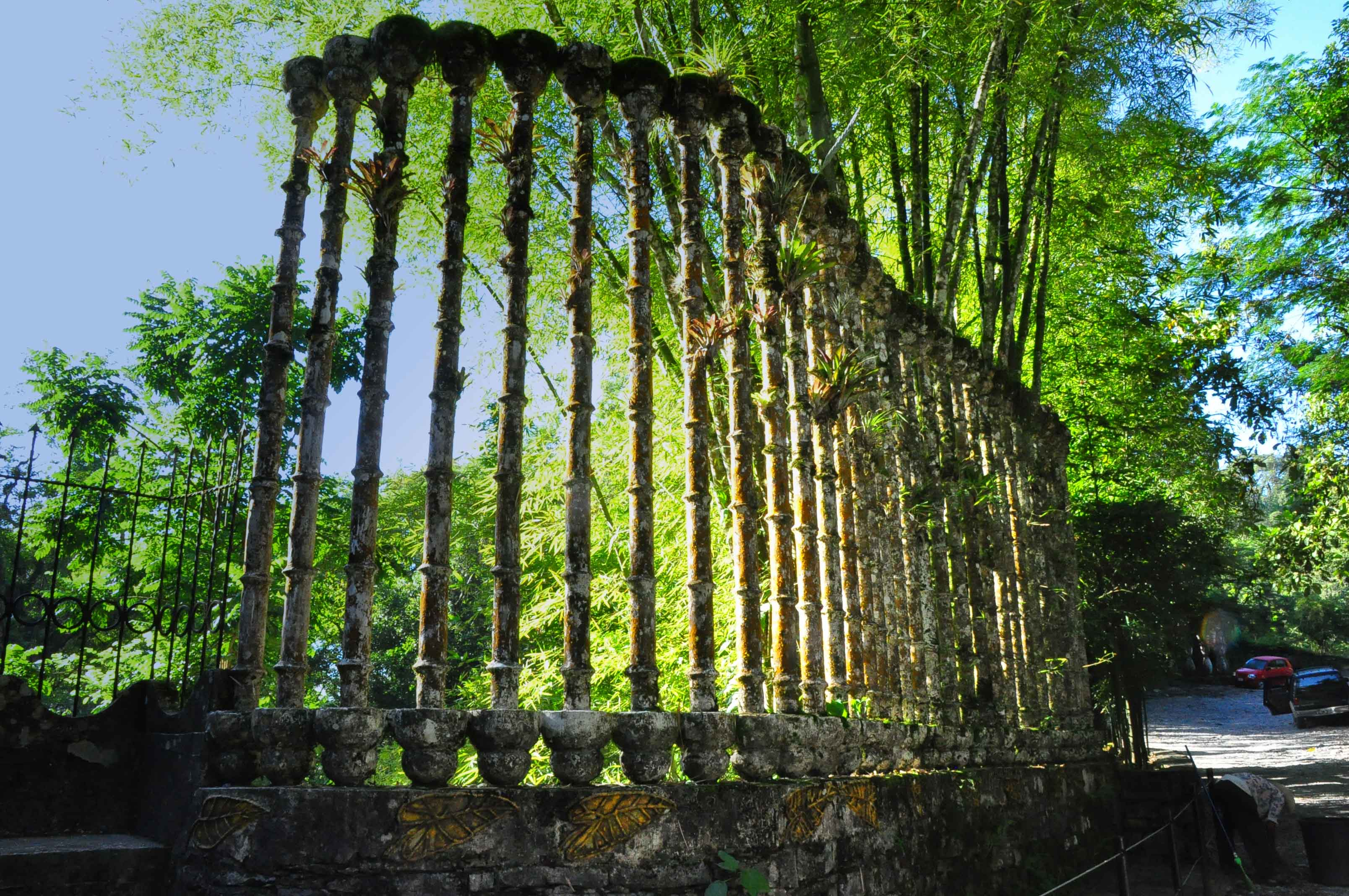
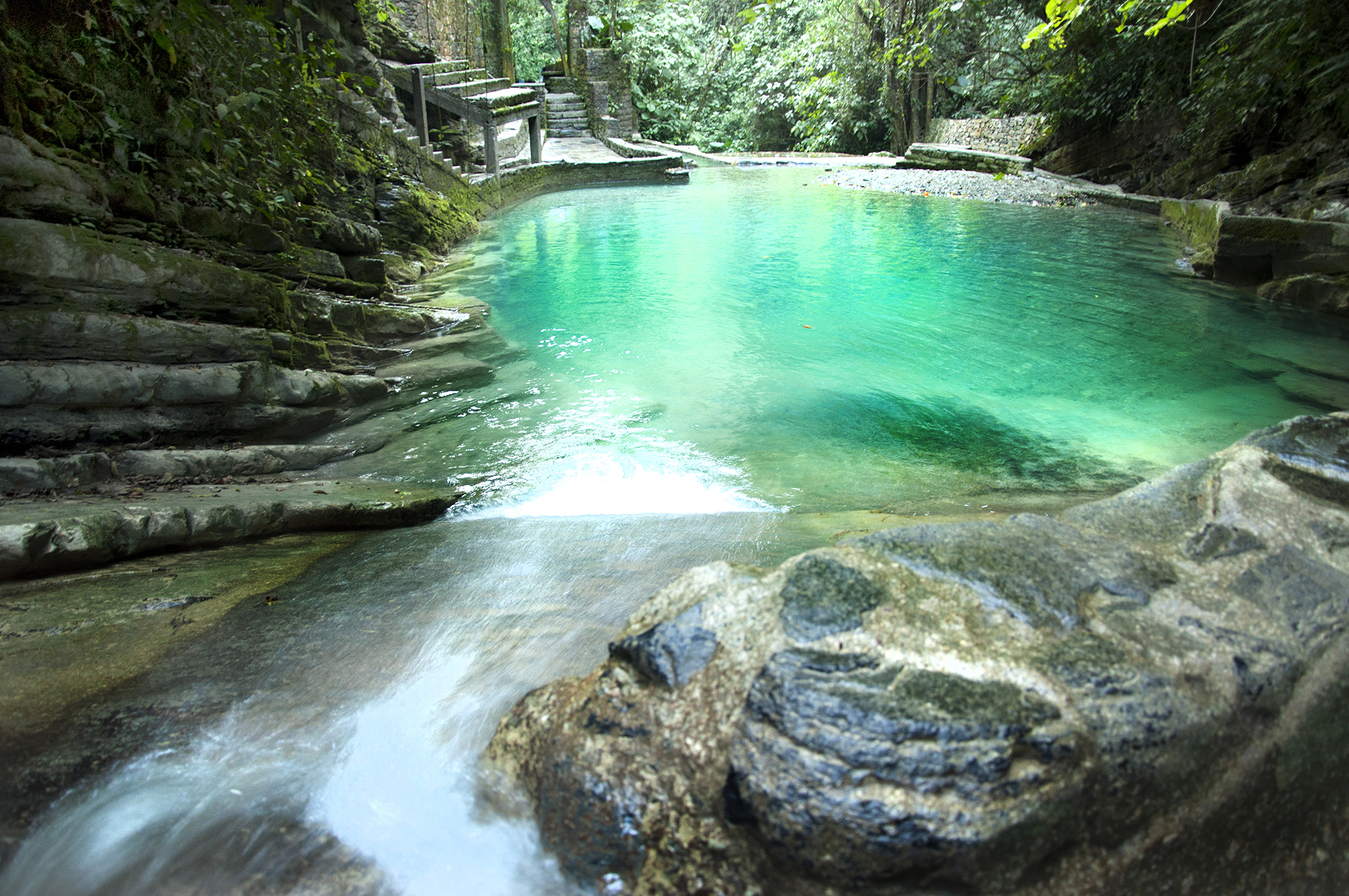
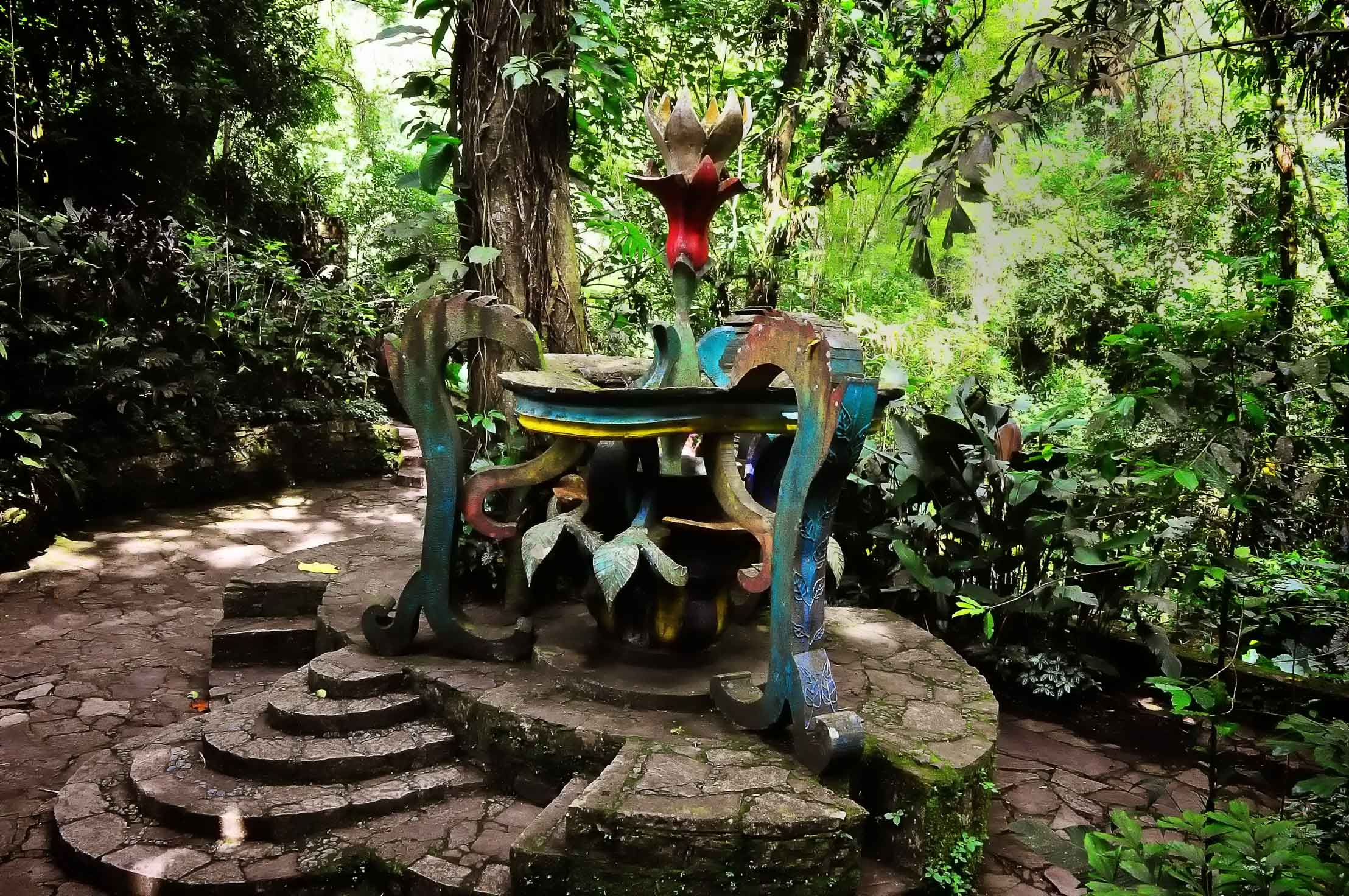
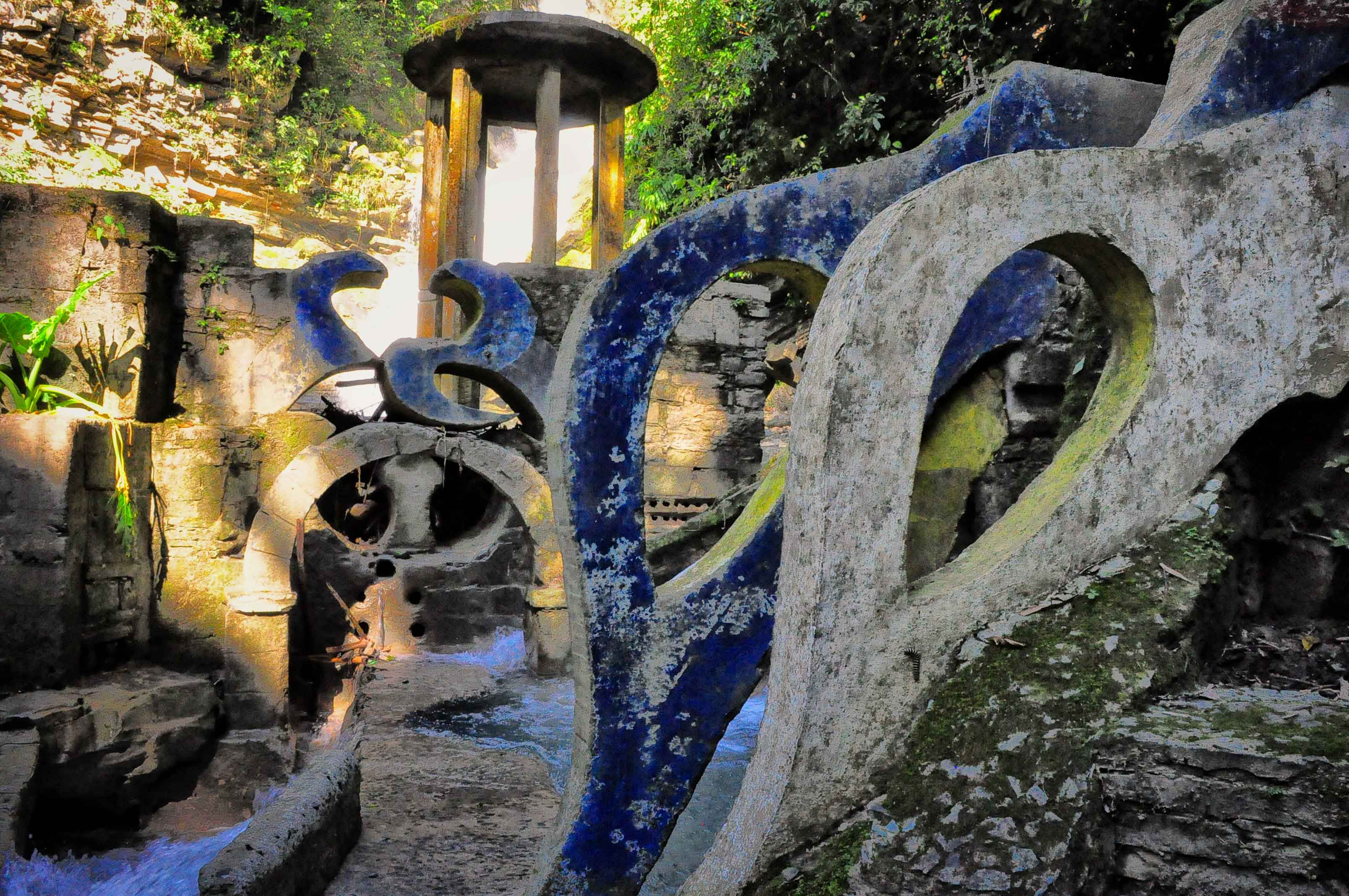
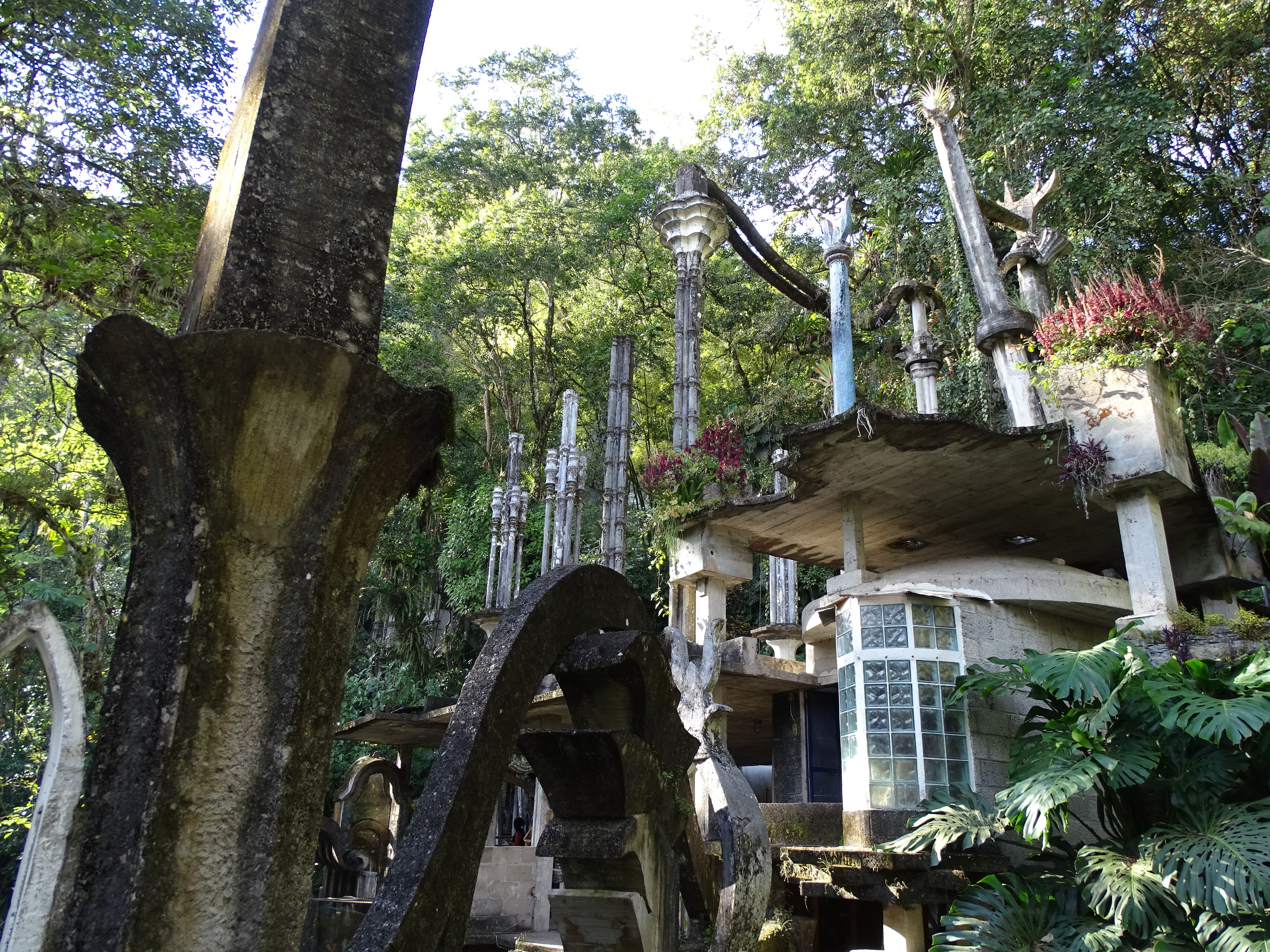
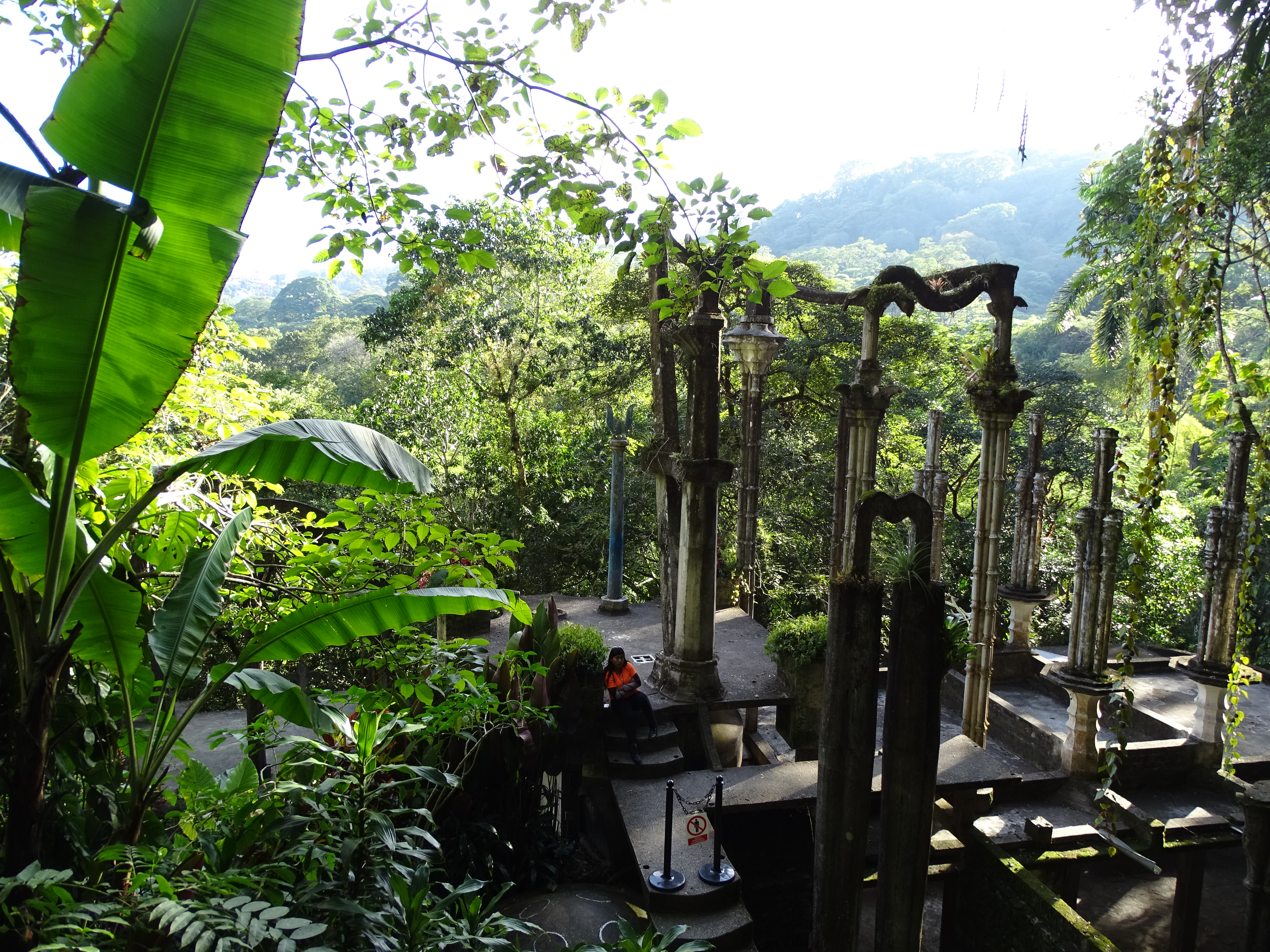
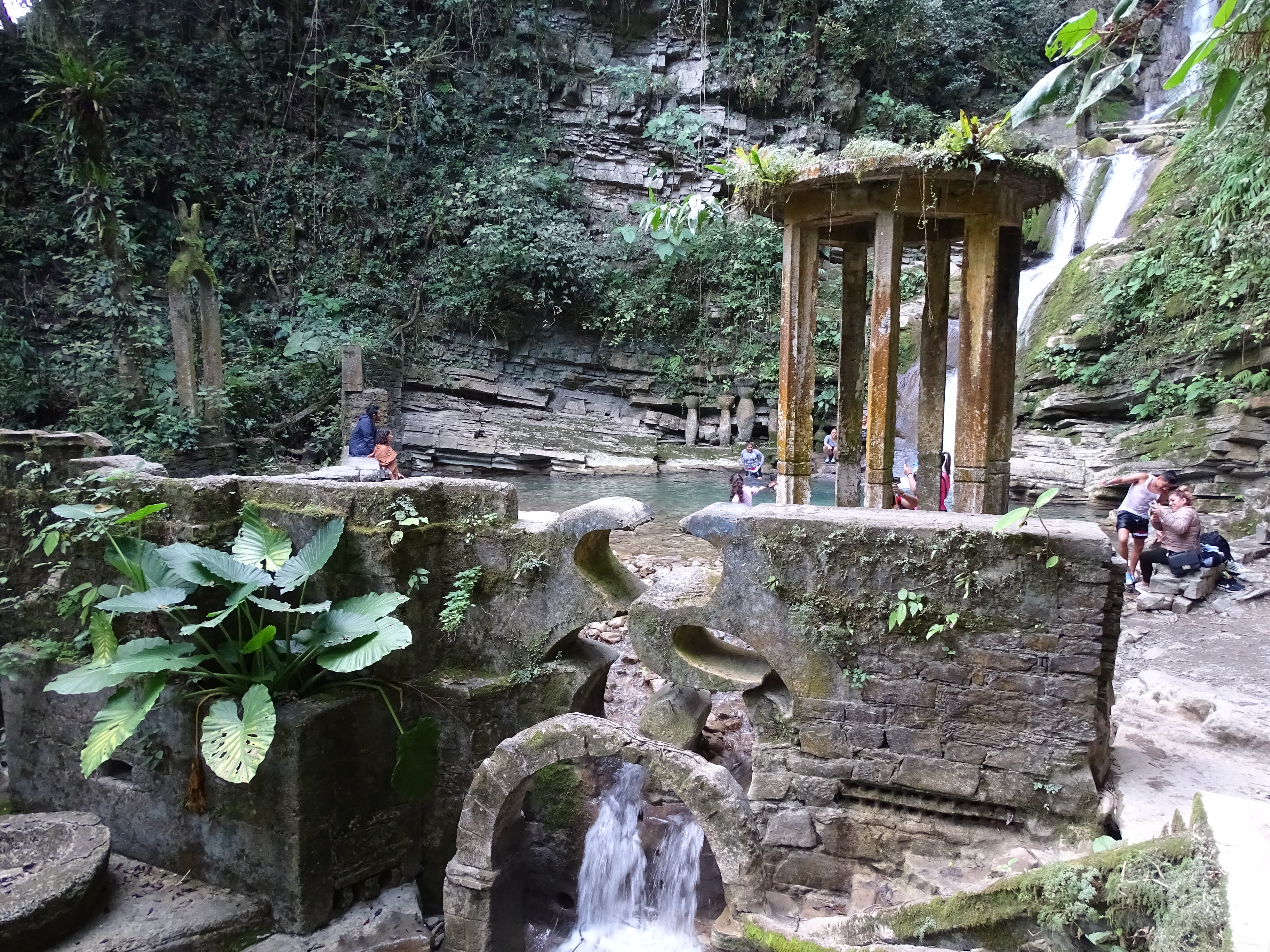
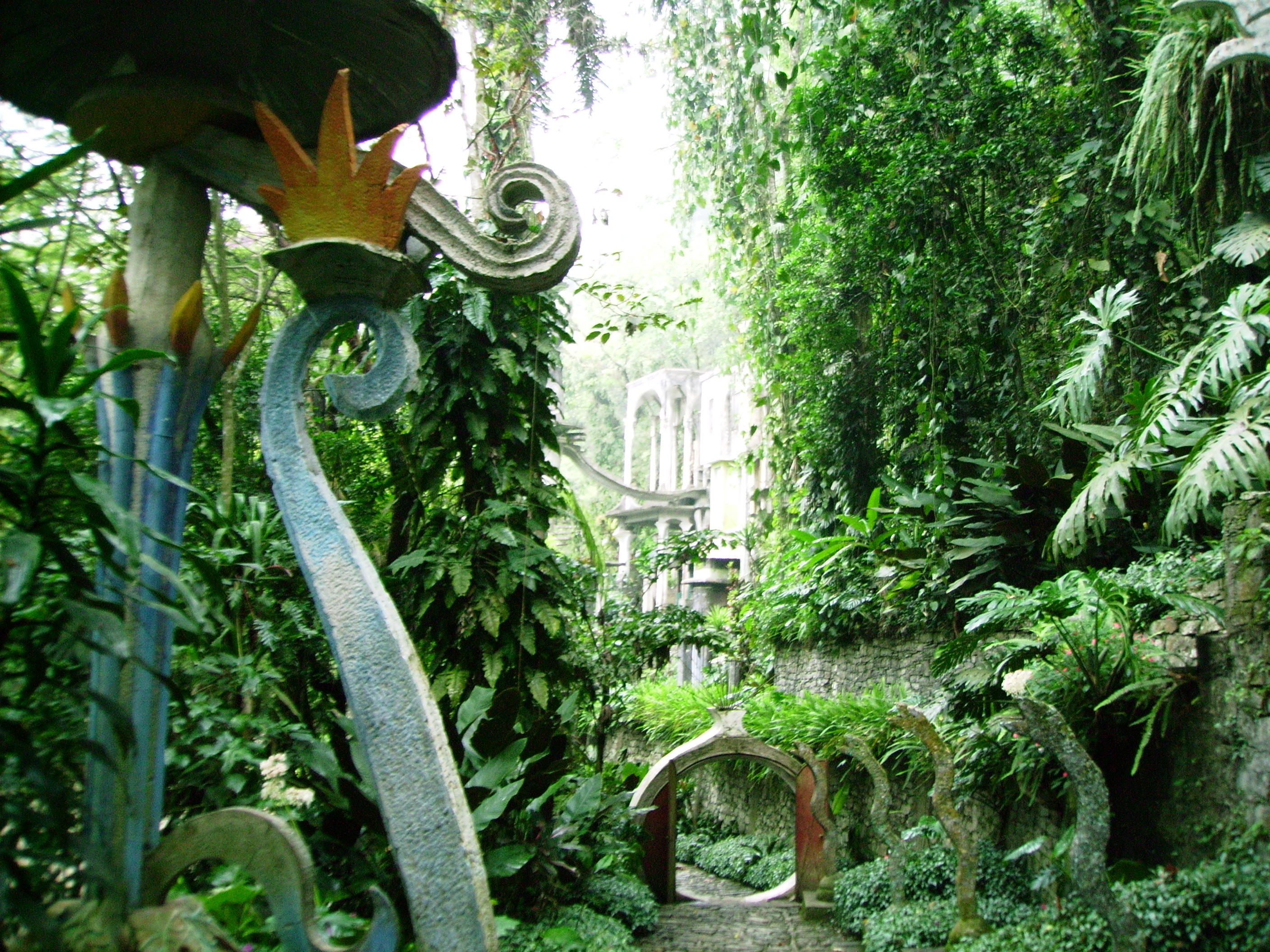
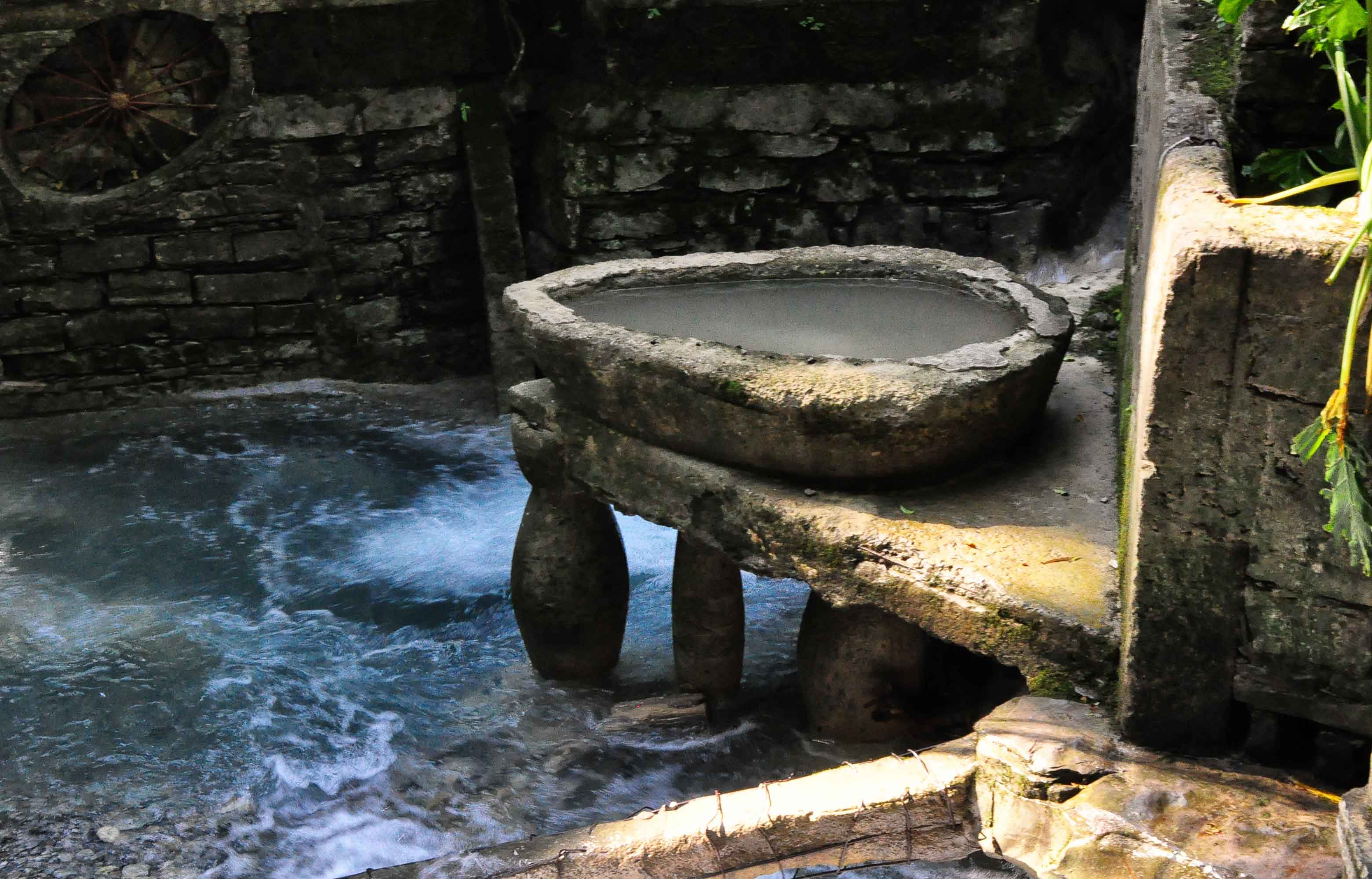
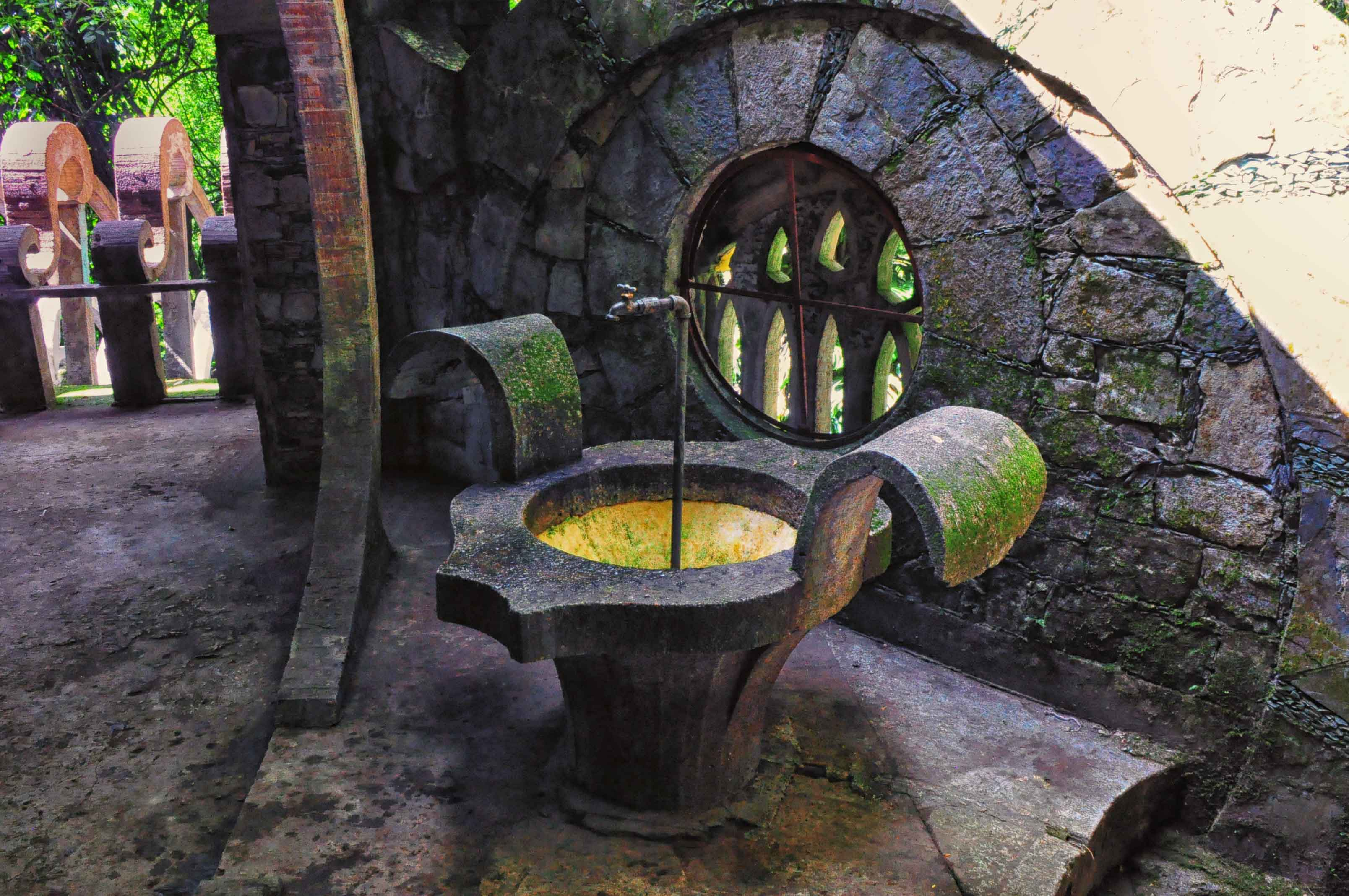
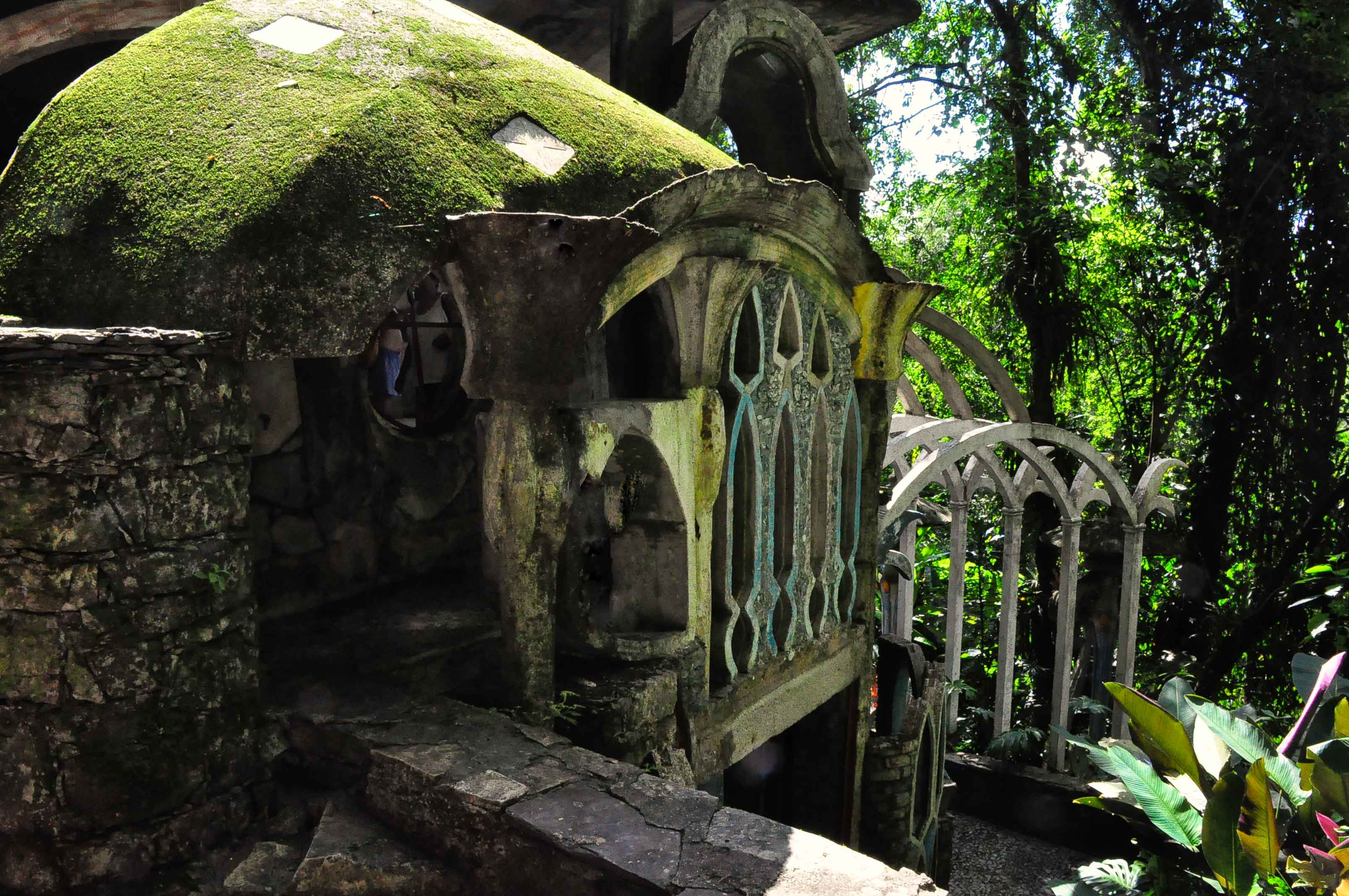
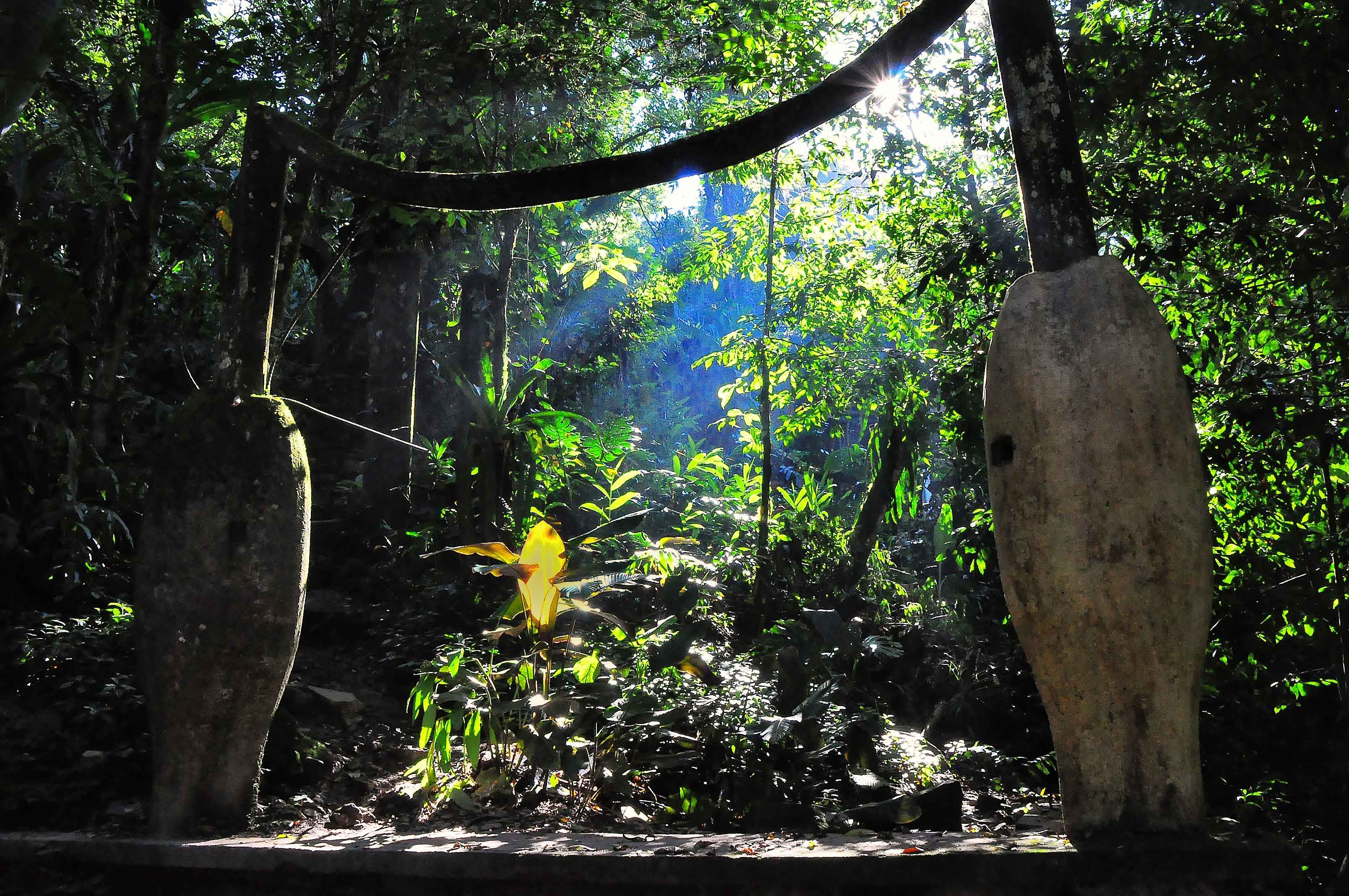

Edward James acquiert en 1947 une plantation de café à proximité de Xilitla, au lieu-dit Las Pozas, où il développe une importante culture d'orchidées (jusqu'à 29 000 plans). Il y élève de nombreux animaux exotiques pour lesquels il érige un ensemble de petits niches (boas constrictors, ocelots, serpents, flamants roses, et autres oiseaux exotiques...). Un gel exceptionnel de 1962 détruit en grande partie sa plantation d'orchidées. James reconvertit alors les lieux (jusqu'à sa disparition en 1984) en version terrestre du jardin d'Éden romantique tropical surréaliste de ses rêves, avec l'aide de sa cousine et peintre surréaliste Bridget Bate Tichenor, de l'architecte de jardin anglais Ivan Hicks, de son ami, guide, interprète, assistant, et maître d’œuvre Plutarco Gastélum, et d'environ 150 collaborateurs de divers métiers (maçons, menuisiers, jardiniers...). Ils créent et construisent une multitude de structures en béton, d'inspiration surréaliste, baptisées « la Maison sur trois étages qui en aura en fait cinq, ou quatre, ou six », « la Maison avec un toit comme une baleine » ou « l'Escalier vers le paradis »... Après avoir vendu aux enchères sa collection d'œuvres surréalistes (une des plus importantes du monde) pour investir plus de 5 millions de dollars de travaux sur ce site, la construction et développement du parc prennent fin à la suite de la disparition d'Edward James en 1984. La famille de Plutarco Gastélum hérite des lieux.
Les jardins sont ouverts au public depuis 1990 avec environ 75 000 visiteurs annuels. À la suite de l'importante dégradation des lieux par la végétation tropicale, la Fundación Pedro y Elena Hernández, la société Cemex et le gouvernement de l'État de San Luis Potosí achètent Las Pozas pour 2,2 millions de dollars en 2007, et créent le Fondo Xilitla, fondation destinée à la préservation et à la restauration du site pour lui redonner sa grandeur originale ainsi qu'une dimension artistique et touristique mondiale, en le faisant inclure sur la liste de l'observatoire mondial des monuments (2010) du Fonds mondial pour les monuments, avec un début d'importants travaux de restauration en 2012. Le site est inscrit sur la liste indicative de demande d'inscription à la liste du patrimoine mondial au Mexique.